# Zincko
Zincko est une localité située dans le département de Mané de la province du Sanmatenga dans la région Centre-Nord au Burkina Faso.

## Géographie
Zincko est situé à 12 km au nord-est de Mané, le chef-lieu du département, et de la route régionale 14 allant vers Kaya, la capitale régionale distante de 35 km à l'est.

## Histoire
Depuis 1997, l'ONG The Hunger Project au Burkina développe, avec l'association Manégré, son activité à Zincko et dans une vingtaine de villages alentour afin de combattre le manque de ressources alimentaires et la malnutrition en promouvant des projets locaux d'autonomies alimentaire, éducative, économique et sanitaire autour d'un « épicentre » pilote qui, dans le département de Mané, est le village. En juillet 2018, l'épicentre de Zincko est déclaré officiellement autonome, devenant ainsi le quatrième du pays pour la prise en charge et l'autogestion de toutes les activités.

## Démographie
| 2003 | 2006 | 2012 |
| ---- | ---- | ---- |
| -    | 882  | -    |

En 2006, sur les 882 habitants du village – regroupés en 123 ménages – 53,4 % étaient des femmes, 49,4 % avaient moins de 14 ans, 45,2 % entre 15 et 64 ans et environ 5,1 % plus de 65 ans. Cependant, la croissance démographique et le développement de Zincko depuis le dernier recensement général de la population ont rendu ces données obsolètes et très sous-estimées, la population ayant plus que doublée.

## Éducation et santé
Zincko accueille un centre de santé et de promotion sociale (CSPS), tandis que le centre hospitalier régional (CHR) se trouve à Kaya.
Le village possède une école primaire publique, une école primaire privée mooré-français (inaugurée par le Premier ministre Luc Adolphe Tiao en janvier 2013) et un collège d'enseignement général (CEG).